# Sieradzanie (plemię)
Sieradzanie – wymieniane przez Zygmunta Glogera plemię lechickie zamieszkujące obszar nad górną Wartą i odgraniczone od plemienia Łęczycan bagnistym Nerem. Nazwę plemienia stworzono od głównego grodu plemiennego − Sieradza. Tereny Sieradzan leżą obecnie we zachodniej części województwa łódzkiego.